# Чикша
Чикша — озеро на территории Калевальского городского поселения Калевальского района и Луусалмского сельского поселения Калевальского района Республики Карелии.

## Общие сведения

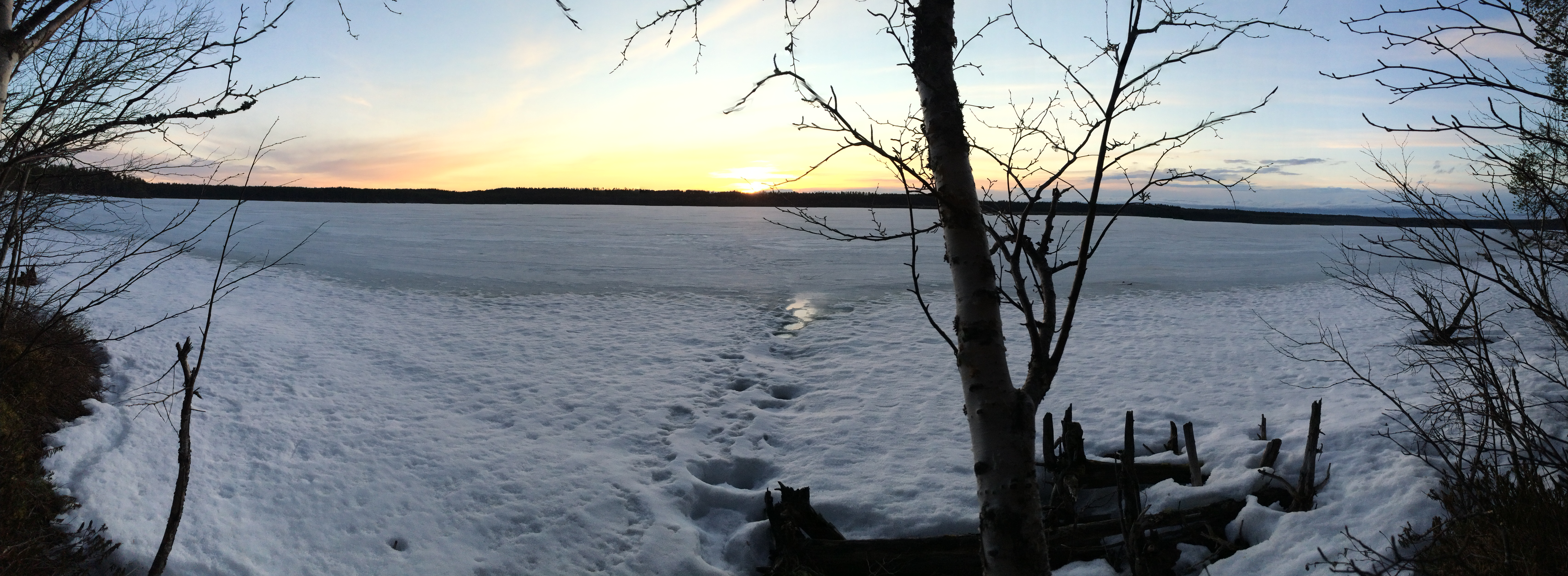
Панорама

Площадь озера — 1,7 км². Располагается на высоте 101,2 м над уровнем моря.
Форма озера продолговатая: оно вытянуто с северо-востока на юго-запад. Берега каменисто-песчаные, местами заболоченные.
Через озеро протекает ручей Чикша, вытекающий из озера Кешкема и впадающий в озеро Среднее Куйто.
Вдоль юго-восточного берега озера проходит автодорога местного значения 86К-3 («Р21 Автомобильная дорога Р-21 „Кола“ — Калевала — Лонка»).
Код объекта в государственном водном реестре — 02020000811102000004890.